# Ernest Vajda
Vajda Ernő  (ungarische Schreibung), auch: Ernö Vajda, Ernst Vajda, Pseudonym: Sidney Garrick bzw. Sydney Garrick (* 27. Mai 1886 in Komárno, damals Österreich-Ungarn, heute Slowakei; † 3. April 1954 in Woodland Hills, Kalifornien) war ein ungarischer Drehbuchautor.

## Leben
Ernest Vajda, geboren als Ernő Weisz (1904 ändert er seinen Namen in Vajda), schrieb zu Beginn seiner Autorentätigkeit in Ungarn Komödien und Musikromanzen. Nach Ende des Ersten Weltkriegs engagierte ihn die Produktionsgesellschaft Sascha Filmindustrie aus Wien als Drehbuchautoren. Vajda arbeitete u. a. mit dem Regisseur Alexander Korda zusammen. Mitte der 20er Jahre zog er in die USA. Zunächst nur als Vorlagenverfasser für Drehbücher anderer Autoren tätig, schrieb er ab 1927 auch selbst Drehbücher. Sehr erfolgreich war er als Co-Autor mehrerer Filme von Ernst Lubitsch. Ab Ende der 1930er Jahre war sein Stil nicht mehr gefragt und Vajda beendete seine Autorentätigkeit für den Film.

## Filmografie (Auswahl)
- 1920: Die Schuld der Lavinia Morland
- 1922: Samson und Delila
- 1922: Herren der Meere
- 1923: Das unbekannte Morgen
- 1924: Hotel Potemkin
- 1924: Jedermanns Weib
- 1927: Geständnisse einer Frau (The Woman on Trial)
- 1927: Das Wiener Lied (Serenade)
- 1927: Wie Madame befehlen (Service for Ladies)
- 1929: Liebesparade (The Love Parade)
- 1930: Monte Carlo
- 1931: Der lächelnde Leutnant (The Smiling Lieutenant)
- 1931: The Guardsman
- 1931: Der Mann, den sein Gewissen trieb (Broken Lullaby)
- 1932: Liebesleid (Smilin' Through)
- 1932: Zahlungsaufschub (Payment Deferred)
- 1933: Rendez-vous in Wien (Reunion in Vienna)
- 1934: Die lustige Witwe (The Merry Widow)
- 1934: Der Tyrann (The Barretts of Wimpole Street)
- 1936: Ein aufsässiges Mädchen (A Woman Rebels)
- 1937: Der Mann mit dem Kuckuck (Personal Property)
- 1937: The Great Garrick
- 1938: Marie-Antoinette
- 1938: Dramatic School
- 1941: Im Banne der Vergangenheit (Smilin‘ through)